# Mistænksomhedens hermeneutik
Mistænksomhedens hermeneutik er et begreb skabt af den franske filosof Paul Ricœur, der mener, at Marx’, Freuds og Nietzsches skrifter alle udviser denne særlige tankemåde. Senere hen er det blevet udviklet til en litteraturteoretisk metode, der læser imellem linjerne på et værk for at udpege værkets selvmodsigelser og udeladelser. På denne måde er begrebet relateret til ideologikritikkens læsemetode. Ifølge litteraten Rita Felski er denne hermeneutik særligt fremherskende i litteraturfagene i dag. Ifølge en litterat, tildeler mistænksomhedens hermeneutik "konteksten en forklarende autoritet i forhold til teksten." Felski mener, at selvom psykoanalytisk litteraturkritik, nyhistoristisk kritik og postkolonial kritik nok har forskellige fokuspunkter, deler de alle sammen en overbevisning om, at den mest grundige læsning, er en læsning der læser mod teksten - against the grain. Det primære motivation for tekstanalyse er i denne tradition at kritisere teksten for alt det, den ikke ved eller forstår.